# Ольсбах
Ольсбах (нім. Ohlsbach) — громада в Німеччині, знаходиться в землі Баден-Вюртемберг. Підпорядковується адміністративному округу Фрайбург. Входить до складу району Ортенау.
Площа — 11,14 км2. Населення становить 3288 ос. (станом на 31 грудня 2020).